# Ясинівська сільська рада
| Ясинівська сільська рада — колишній орган місцевого самоврядування у Олександрівському районі Кіровоградської області з адміністративним центром у с. Ясинове. Сільській раді підпорядковані населені пункти: - с. Ясинове - с. Біляївка - с. Омельгород |

## Склад ради
Рада складається з 12 депутатів та голови.

### Керівний склад ради
| ПІБ                          | Основні відомості                                                 | Дата обрання | Дата звільнення |
| ---------------------------- | ----------------------------------------------------------------- | ------------ | --------------- |
| Прихідько Любов Насим'янівна | Сільський голова, 1973 року народження, освіта вища, позапартійна | 19.11.2015   |                 |

Примітка: таблиця складена за даними джерела

## Населення
За переписом населення України 2001 року в сільській раді мешкало 639 осіб.

### Мова
Розподіл населення за рідною мовою за даними перепису 2001 року:
| Мова       | Відсоток |
| ---------- | -------- |
| українська | 90,92 %  |
| російська  | 7,98 %   |
| молдовська | 0,47 %   |
| білоруська | 0,16 %   |
| вірменська | 0,16 %   |
| інші       | 0,31 %   |